# 牌楼乡 (围场县)
牌楼乡，是中华人民共和国河北省承德市围场满族蒙古族自治县下辖的一个乡。

## 行政区划
牌楼乡下辖以下地区：
牌楼村、红砬子村、六十棵村、于家湾村、碾子沟村、东岔村、厂沟村、西岔村和西上村。